# Модель Бозе — Хаббарда
Модель Бозе — Хаббарда даёт примерное описание физики взаимодействия бозонов на пространственной решётке. Она тесно связана с моделью Хаббарда, возникшей в физике твёрдого тела как приближённое описание сверхпроводящих систем и движения электронов между атомами твёрдого кристаллического вещества. Слово Бозе указывает на тот факт, что частица в системе — бозон. Впервые модель была введена Х. Гершем (англ. H. Gersch) и Г. Ноллмэном (англ. G. Knollman) в 1963 году, модель Бозе — Хаббарда может использоваться при изучении систем подобных бозонным атомам в оптической решётке. В противоположность этому, модель Хаббарда применима к фермионам (электронам), а не бозонам. Кроме того, модель обобщается на сочетания Бозе- и Ферми-частиц, в этом случае, в соответствии с гамильтонианом, модель будет называться моделью Бозе — Ферми — Хаббарда.

## Гамильтониан
Физика этой модели описывается гамильтонианом Бозе — Хаббарда в представлении вторичного квантования:
{\displaystyle {\hat {H}}=-t\sum _{\left\langle i,j\right\rangle }\left(b_{i}^{\dagger }b_{j}+b_{j}^{\dagger }b_{i}\right)+{\frac {U}{2}}\sum _{i}{\hat {n}}_{i}\left({\hat {n}}_{i}-1\right)-\mu \sum _{i}{\hat {n}}_{i},}
где индекс i обозначает суммирование по всем узлам решётки трёхмерной решётки, а {\displaystyle \left\langle i,j\right\rangle } означает суммирование по всем узлам j соседствующим с i. {\displaystyle b_{i}^{\dagger }} и {\displaystyle b_{i}^{}} — бозонные операторы рождения и уничтожения. Оператор {\displaystyle {\hat {n}}_{i}=b_{i}^{\dagger }b_{i}} задаёт число частиц в узле i. Параметр t — это матричный элемент перехода, имеющий смысл подвижности бозонов в решётке. Параметр U описывает локальное взаимодействие частиц находящихся в одном узле, если U>0, то он описывает потенциал отталкивания и если U<0, то описывает притяжение, {\displaystyle \mu } — химический потенциал. Данный гамильтониан не рассматривает эффекты, которые малы в термодинамическом пределе, а именно, когда размер системы и число узлов стремятся к бесконечности. В то же время плотность узлов остаётся конечной.
Размерность Гильбертова пространства модели Бозе — Хаббарда растёт экспоненциально по отношению к числу частиц N и узлов решётки L. Она определяется по формуле:
{\displaystyle D_{b}={\frac {(N_{b}+L-1)!}{N_{b}!(L-1)!}}},
в то время как в модели Ферми — Хаббарда задаётся формулой:
{\displaystyle D_{f}={\frac {L!}{N_{f}!(L-N_{f})!}}.} Различные результаты следуют из различия статистики для фермионов и бозонов. Для смеси Бозе- и Ферми-частиц, соответствующее гильбертово пространство в модели Бозе — Ферми — Хаббарда — это прямое тензорное произведение гильбертовых пространств бозонной модели и фермионной модели.

## Фазовая диаграмма
При нулевой температуре, модель Бозе — Хаббарда (при отсутствии беспорядка) находится либо в состоянии изолятора Мотта — состояние с малым t/U, либо в сверхтекучем состоянии — с большим t/U. Изолятор Мотта характеризуется целочисленной плотностью бозонов, наличием запрещённой зоны для возбуждений частица-дырка и нулевой сжижаемостью. При наличии беспорядка, присутствует третья фаза «стекло Бозе». Она характеризуется конечной сжижаемостью, отсутствием запрещённой зоны, бесконечной сверхтекучестью. Это изолирующее состояние, несмотря на наличие ширины запрещённой зоны, из-за того, что низкая вероятность туннелирования предотвращает образование возбуждений, которые хотя и близки по энергиям, но пространственно разделены.

## Реализация в оптических решётках
Ультрахолодные атомы в оптических решётках считаются стандартной реализацией модели Бозе — Хаббарда. Возможность изменения параметров модели при помощи простых экспериментальных методов, отсутствие динамики решётки в электронных системах — всё это обеспечивает очень хорошие условия по экспериментальному изучению этой модели.
Гамильтониан в формализме вторичного квантования описывает газ из ультрахолодных атомов в оптической решётке в следующем виде:
{\displaystyle H=\int d^{3}{\vec {r}}{\hat {\psi }}^{\dagger }({\vec {r}})\left(-{\frac {\hbar ^{2}}{2m}}\nabla ^{2}+V_{latt.}(x)\right){\hat {\psi }}({\vec {r}})+{\frac {g}{2}}\int d^{3}{\vec {r}}{\hat {\psi }}^{\dagger }({\vec {r}}){\hat {\psi }}^{\dagger }({\vec {r}}){\hat {\psi }}({\vec {r}}){\hat {\psi }}({\vec {r}})-\mu \int d^{3}{\vec {r}}\psi ^{\dagger }({\vec {r}}){\hat {\psi }}({\vec {r}}),}
где {\displaystyle V_{latt}} — оптический потенциал решётки, g — амплитуда взаимодействия (здесь предполагается контактное взаимодействие), {\displaystyle \mu } — химический потенциал. Стандартное приближение сильно связанных электронов
{\displaystyle {\hat {\psi }}({\vec {r}})=\sum \limits _{i}w_{i}^{\alpha }({\vec {r}})b_{i}^{\alpha }}
даёт гамильтонианы Бозе — Хаббарда, если дополнительно допустить, что 
{\displaystyle \int w_{i}^{\alpha }({\vec {r}})w_{j}^{\beta }({\vec {r}})w_{k}^{\gamma }(r)w_{l}^{\delta }({\vec {r}})d^{3}{\vec {r}}=0}
за исключением случаев {\displaystyle i=j=k=l,\alpha =\beta =\gamma =\delta =0}. Здесь {\displaystyle w_{i}^{\alpha }({\vec {r}})} — это функция Ванье для частицы в потенциале оптической решётки, локализованном вокруг узла i решётки и для {\displaystyle \alpha } Блоховской зоны.

### Тонкие различия и приближения
Приближение сильно связанных электронов существенно упрощает вторичное квантование гамильтониана, в то же время вводя ряд ограничений:
- Параметры U и J на самом деле могут зависеть от плотности, как отброшенные члены, они фактически не равны нулю; вместо одного параметра U, энергия взаимодействия частиц n может быть описана следующим: {\displaystyle U_{n}} примерно, но не равно U [6]
- При рассмотрении быстрой динамики решётки, к гамильтониану Бозе — Хаббарда должны быть добавлены дополнительные условия, так что будет исполняться уравнение Шрёдингера. Оно выходит из зависимости функций Ванье от времени.[7]

## Экспериментальные результаты
Квантовые фазовые переходы в модели Бозе — Хаббарда экспериментально наблюдались группой учёных из Греньера (Greiner) и др. в Германии. Параметры взаимодействия {\displaystyle U_{n}}, зависящие от плотности, наблюдались группой Эммануэля Блоха.

## Дальнейшие приложения модели
Модель Бозе — Хаббарда также представляет интерес для тех, кто работает в области квантовых вычислений и квантовой информации. С помощью этой модели можно исследовать запутанность ультрахолодных атомов.

## Численное моделирование
При вычислении низкоэнергетических состояний член, пропорциональный {\displaystyle n^{2}U}, что большое заниание одной стороны маловероятно, позволяя усекать местное гильбертово пространство к состояниям, содержащим не более {\displaystyle d<\infty } частиц. Тогда локальная размерность гильбертова пространства будет {\displaystyle d+1.} Размерность полного гильбертового пространства растёт экспоненциально с числом мест в решётке, поэтому компьютерным моделированием огрничиваются системы из 15-20 частиц в 15-20 узлах решётки. Экспериментальные системы содержат несколько миллионов сторон решётки со средним заполнением выше единицы. Для численной симуляции этой модели, алгоритм точной диагонализации представлен в работе под сноской.
Одномерные решётки могут быть рассмотрены методом группы ренормализации плотности матрицы и связанными с этим методиками, такой как алгоритм Time-evolving block decimation. Это включает в себя расчёт фонового состояния гамильтониана для систем из тысяч частиц на сторонах решётки и моделирование её динамики, регулирумой уравнение Шрёдингера. Высшие мерности решётки моделировать значительно сложнее при повышении запутанности.
Все мерности могут рассматриваться алгоритмами квантового Монте-Карло, которые дают возможность изучать свойства тепловых состояний гамильтониана, а также конкретное фоновое состояние.

## Обобщения
Подобные Бозе — Хаббарда гамильтонианы могут быть получены для:
- систем с плотность-плотность взаимодействиями {\displaystyle Vn_{i}n_{j}}
- дальним дипольным взаимодействием [13]
- внутренней спиновой структурой (спин-1 модели Бозе — Хаббарда) [14]
- неупорядоченных систем [15]